# امیررضا معصومی
امیررضا معصومی (زاده ۲۶ شهریور ۱۳۸۳) کشتی‌گیر آزادکار اهل گیلان (شهرستان ماسال) و ورزشکار تیم ملی ایران است. او سابقه کسب دو مدال طلا و قهرمانی در مسابقات قهرمانی کشتی زیر ۲۳ سال جهان ۲۰۲۲، دو طلا در مسابقات قهرمانی کشتی جوانان جهان و همچنین دو مدال طلا در مسابقات کشتی نوجوانان جهان را دارد. قهرمانی در مسابقات کشتی بین المللی تختی و سه مدال طلا کشتی قهرمانی بزرگسالان کشور و همچنین نایب قهرمانی جام جهانی کشتی ۲۰۲۲ - آزاد مردان از دیگر افتخارات معصومی است. 

## زندگی شخصی
او فرزند فردین معصومی کشتی‌گیر پیشین تیم ملی ایران است. معصومی در گفت‌وگو با پایگاه خبری ورزش سه مدعی شد که اهل برند‌بازی نیست و دراین‌باره توضیح داد: «مصاحبه ای اخیرا از من منتشر شده بود که نوع تنظیم آن سوءتفاهماتی را به وجود آورد. اینکه مثلا من ۱۰۰ جفت کتونی دارم و برندباز هستم، یک موضوع و علاقه شخصی است و نمی‌خواهم با این حرف‌ها به کسی فخر بفروشم. من اصلا به این صحبت‌ها نیازی ندارم و تمام تمرکزم روی کشتی است. اگر درباره چهره‌ام یا ظاهرم صحبتی از من منتشر شده، آن را تایید نمی‌کنم و دنبال این مسائل نیستم.» 

## فعالیت حرفه‌ای

### قهرمانی نوجوانان جهان ۲۰۲۱
معصومی  در مسابقات نوجوانان جهان در وزن ۱۱۰ کیلوگرم با پیروزی برابر تمام حریفان با اقتدار به مدال طلا رسید 

### ۲۰۲۲: قهرمانی جوانان جهان، جام جهانی کشتی، قهرمانی زیر ۲۳ سال جهان
او در اولین حضور خود در رده جوانان، توانست در مسابقات قهرمانی جوانان جهان به مدال طلا برسد. معصومی پس از استراحت در دور اول توانست با سه پیروزی پی در پی تمام رقبا را با امتیاز عالی شکست دهد.  
امیررضا معصومی در جام جهانی آمریکا تنها ملی پوش وزن ۱۲۵ کیلوگرم بود که توانست عملکرد عالی از خود نشان دهد؛ در برابر تیم ژاپن حریف خود را ۱۰ بر صفر شکست بدهد سپس در برابر تیم ستارگان جهان که از بهترین کشتی گیران جهان توسط اتحادیه جهانی کشتی تشکیل شده‌بود اولکساندر خوتسیانیفسکی دارنده مدال برنز جهان در سال ۲۰۱۹ را با نتیجه عالی ۱۲ بر صفر شکست بدهد و در برابر تیم آمریکا توانست حریف خود را ۶ بر ۱ شکست دهد.
معصومی در رقابت‌های کشتی زیر ۲۳ سال شرکت کرد.او در دور اول حریفی از ترکیه را با نتیجه ۱۱ بر صفر شکست داد سپس توانست در دور بعد میلان کورچسوگ از مجارستان را با امتیاز عالی ۱۰ بر صفر از پیش رو بردارد. او همچنین توانست در نیمه نهایی علیشیر یرگالی دارنده مدال نقره و برنز آسیا از قزاقستان را با نتیجه ۶ بر ۳ شکست بدهد و به فینال برسد. معصومی در مرحله نهایی هم بر حریف گرجستانی با امتیاز ۱۳ بر ۲ پیروز شد و به مدال طلا رسید.  

### ۲۰۲۳: ناکامی در بزرگسالان آسیا، قهرمانی جوانان جهان
معصومی در اولین حضور خود در رده بزرگسالان آسیا پس از استراحت در دور اول،  در مرحله یک چهارم ۱۰ بر صفر حریفی از ترکمنستان را از پیش رو برداشت و به نیمه نهایی راه یافت. در این مرحله در حالی که تا ۲ ثانیه آخر ۶ بر ۳ از حریف پیش بود، اما با یک فت پا ۴ امتیاز از دست داد و در نهایت ۸ بر ۶ مغلوب مونختوریین لخاگواگرل از مغولستان شد و به رده‌بندی رفت. وی در رده بندی با بوهیردون از چین ۴ بر ۲ با ضربه فنی مغلوب شد و به عنوان پنجم آسیا رسید.
او در مسابقات قهرمانی جوانان جهان ملی پوش  وزن ۱۲۵ کیلوگرم بود که توانست در دور نخست بر حریفی از ترکیه پیروز شود. معصومی در مراحل بعدی تا فینال حریفانی از چین، آمریکا، اوکراین و روسیه را با امتیاز عالی شکست بدهد و با اقتدار صاحب مدال طلا این دوره شود.

### قهرمانی جوانان جهان ۲۰۲۴، اسپانیا
در وزن ۱۲۵ کیلوگرم امیررضا معصومی در دور نخست با نتیجه ۷ بر صفر سینگ جاسپوران از هند کشتی را شکست داد. وی در دور دوم با نتیجه ۸ بر صفر اوموگبای آسیکومهه از کانادا را شکست داد و راهی مرحله یک چهارم نهایی شد. معصومی در این مرحله با نتیجه ۱۰ بر صفر ایوان میروشنیچنکو از اوکراین را شکست داد و به نیمه نهایی راه یافت. وی در این مرحله با نتیجه ۳ بر ۱ از سد هاکان بویوکجینگیل از ترکیه گذشت و به دیدار فینال راه یافت. معصومی در دیدار پایانی با نتیجه 4 بر 2 بنجامین کوتر از آمریکا را از پیش رو برداشت و به مدال طلا دست یافت.

### قهرمانی زیر ۲۳ سال جهان ۲۰۲۴ ، تیرانا آلبانی
در وزن ۱۲۵ کیلوگرم امیررضا معصومی پس از استراحت در دور نخست، در دور دوم با نتیجه ۱۰ بر صفر کومار آنیروده از هند را شکست داد و به مرحله یک چهارم نهایی راه یافت. وی در این مرحله با نتیجه ۱۰ بر صفر عبداله کوربانوف از روسیه را مغلوب کرد و به مرحله نیمه نهایی راه یافت. معصومی در این مرحله با نتیجه ۱۰ بر صفر لوکاس استوددارد از آمریکا را شکست داد و به دیدار فینال راه یافت. وی در این دیدار با نتیجه 11 بر صفر آلن خوبولوف از بلغارستان را مغلوب کرد و به مدال طلا دست یافت.

### قهرمانی بزرگسالان آسیا ۲۰۲۵
در وزن ۱۲۵ کیلوگرم امیررضا معصومی پس از استراحت در دور نخست، در دور دوم با نتیجه ۱۱ بر ۱ احمد الجامی از عراق را مغلوب کرد و به مرحله نیمه نهایی راه یافت. وی در این مرحله با نتیجه ۸ بر صفر شمیل شریپوف از بحرین را شکست داد. معصومی در دیدار پایانی با نتیجه ۶ بر صفر مونختورین لخاگواگرل دارنده مدال های نقره و برنز جهان و قهرمان آسیا از مغولستان را از پیش رو برداشت و صاحب مدال طلا شد.